# شبه جزيرة باخا كاليفورنيا
شبه جزيرة كاليفورنيا هي شبه جزيرة في شمال غرب المكسيك، تفصل المحيط الهادئ الذي يقع غربها عن خليج كاليفورنيا (أو "بحر كورتيز") باتجاه الساحل الشرقي.
طول شبه الجزيرة يمتد 1250 كم (775 ميلا) من مكسيكالي في ولاية باجا كاليفورنيا شمالا إلى كابو سان لوكاس في ولاية باجا كاليفورنيا جنوبا.
إجمالي مساحة شبه جزيرة كاليفورنيا هو (143396 كم مربع) ويعادل (55365 ميل مربع). وترتبط شبه الجزيرة إلى البر الرئيسى للمكسيك من شمال شيه الجزيرة عبرر نهر كولورادو في ولاية سونورا المكسيكية. وهناك أربع مناطق صحراوية الرئيسية في شبه الجزيرة: صحراء سان فيليب، وصحراء وسط الساحل، وصحراء فيزكاينو وصحراء ماغدالينا المستوية.

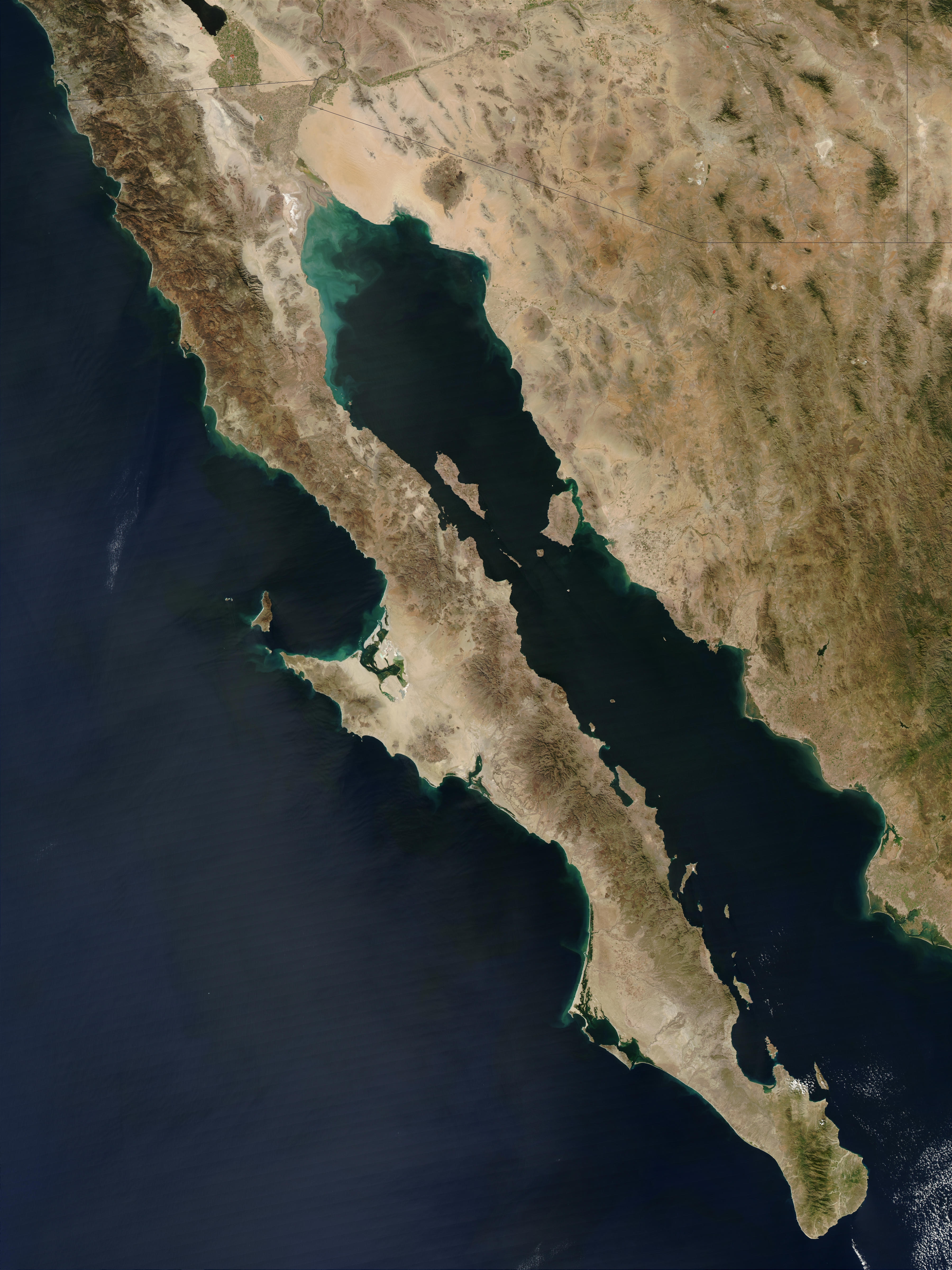
منظر جوي لشبه جزيرة كاليفورنيا

## أعلام
- اريك غيل